# Latin America Amateur Championship
El Latin America Amateur Championship (LAAC) (en español Campeonato latinoamericano de Golf Amateur) es un torneo anual de golf amateur organizado en conjunto por el Augusta National Golf Club, organizador del Masters Tournament; The R&A, organizadores del The Open Championship; y la USGA. Se juega en varias ubicaciones de Latinoamérica y fue jugado por primera vez en 2015.
El torneo es jugado en el mes de enero y consiste en un total de 72 hoyos en la modalidad stroke-play, con un corte para los primeros 50 jugadores y empates luego de 36 hoyos. El ganador recibe una invitación al Masters Tournament; al The Open Championship (desde 2020); al The Amateur Championship; al  U.S. Amateur y a cualquier otro evento de la USGA que de otro modo no hayan podido clasificar, además del U.S. Open.
El ingreso al torneo está restringido a jugadores de la región latinoamericana (países y territorios reconocidos por el COI que son miembros actuales de la Federación Internacional de Golf) que tengan un hándicap de 5,4 o menos. Los 29 países son: Argentina, Bahamas, Barbados, Bermudas, Bolivia, Brasil, Islas Caimán, Chile, Colombia, Costa Rica, República Dominicana, Ecuador, El Salvador, Guatemala, Haití, Honduras, Jamaica, México, Nicaragua, Panamá, Paraguay, Perú, Puerto Rico, Santa Lucía, Trinidad y Tobago, Islas Turcas y Caicos, Uruguay, Islas Vírgenes de Estados Unidos y Venezuela. A cada país se le asignan dos lugares en el campo según el Ranking Mundial de Golf Amateur (WAGR). El resto del campo se completa con el WAGR con un límite de seis entradas por país (10 para el país anfitrión).

## Palmarés
| Ed.  | Año  | Sede                                            | Ganador                                     | Resultado                                   | Finalistas                                  | Ref.                                        |
| I    | 2015 | Pilar Golf Club Pilar, Argentina                | Matías Domínguez                            | 277 (–11)                                   |                                             |                                             |
| II   | 2016 | Casa de Campo La Romana, República Dominicana   | Paul Chaplet                                | 285 (–3)                                    |                                             |                                             |
| III  | 2017 | Club de Golf de Panamá Ciudad de Panamá, Panamá | Toto Gana                                   | 279 (–1)                                    |                                             |                                             |
| IV   | 2018 | Prince of Wales Country Club Santiago, Chile    | Joaquín Niemann                             | 273 (–11)                                   |                                             |                                             |
| V    | 2019 | Casa de Campo La Romana, República Dominicana   | Álvaro Ortiz                                | 274 (–14)                                   |                                             |                                             |
| VI   | 2020 | El Camaleón Golf Club Playa del Carmen, México  | Abel Gallegos                               | 281 (–4)                                    |                                             |                                             |
| -    | 2021 | Lima Golf Club Lima, Perú                       | Cancelado debido a la pandemia de COVID-19. | Cancelado debido a la pandemia de COVID-19. | Cancelado debido a la pandemia de COVID-19. | Cancelado debido a la pandemia de COVID-19. |
| VII  | 2022 | Casa de Campo La Romana, República Dominicana   | Aaron Jarvis                                | 281 (–7)                                    |                                             |                                             |
| VIII | 2023 | Grand Reserve Golf Club Río Grande, Puerto Rico | Mateo Fernández de Oliveira                 | 265 (–23)                                   |                                             |                                             |
| IX   | 2024 | Santa María Golf Club Ciudad de Panamá, Panamá  | Santiago de la Fuente                       | 270 (–10)                                   | Omar Morales (–8) Mateo Fuenmayor (–3)      | [ 1 ]                                       |
| X    | 2025 | Pilar Golf Club Pilar, Argentina                | Justin Hastings                             | 272 (-16)                                   |                                             |                                             |

### Ganadores por país
| Pos. | País         | Títulos | Primero | Último |
| ---- | ------------ | ------- | ------- | ------ |
| 1.°  | Chile        | 3       | 2015    | 2018   |
| 2.°  | México       | 2       | 2019    | 2024   |
| 3.°  | Argentina    | 2       | 2020    | 2023   |
| 4.°  | Islas Caimán | 2       | 2022    | 2025   |
| 5.°  | Costa Rica   | 1       | 2016    |        |